# Vita Ansgari
Vita Ansgari er biografien om Ansgar, skrevet i omkring 875 af Rimbert, Ansgars efterfølger som ærkebiskop i Hamburg-Bremen. Biografien er en vigtig kilde ikke blot til viden om Ansgars missionsarbejde i Skandinavien, men også som en førstehåndsbeskrivelse af forholdene i vikingetiden, og specielt skildringerne af Birka.